# Parochthiphila transcaspica
Parochthiphila transcaspica är en tvåvingeart som beskrevs av Frey 1958. Parochthiphila transcaspica ingår i släktet Parochthiphila och familjen markflugor. Inga underarter finns listade i Catalogue of Life.